# Reinhard Selten

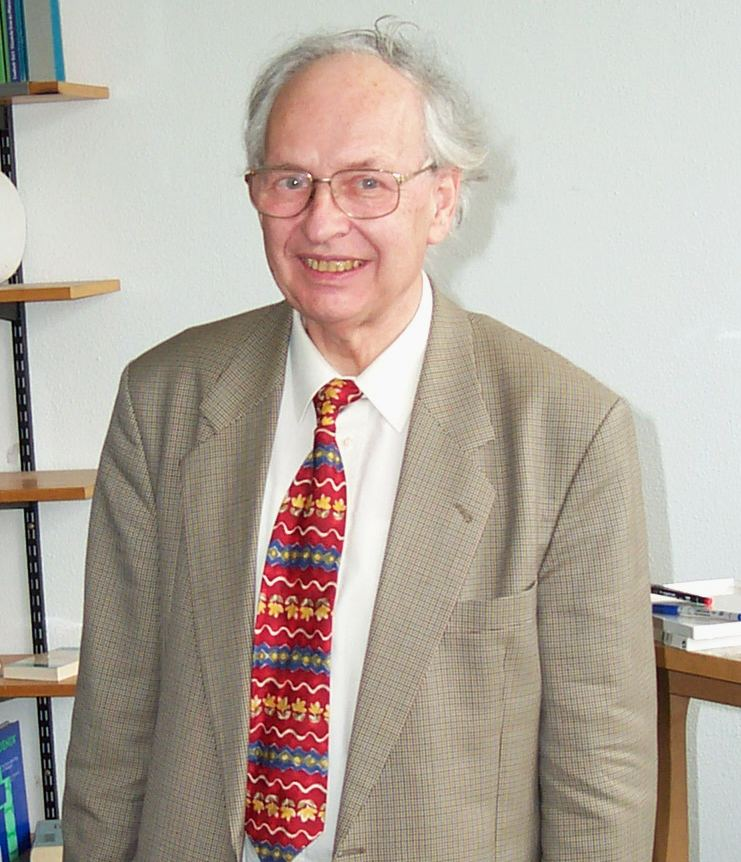
Reinhard Selten (2001)

Reinhard Justus Reginald Selten (* 5. Oktober 1930 in Breslau; † 23. August 2016 in Posen) war ein deutscher Volkswirt und Mathematiker. Im Jahr 1994 erhielt er als bisher einziger Deutscher zusammen mit John Nash und John Harsanyi den Alfred-Nobel-Gedächtnispreis für Wirtschaftswissenschaften für die gemeinsamen Leistungen auf dem Gebiet der Spieltheorie.

## Leben
Seltens Vater war Jude, der mit einer Protestantin verheiratet war. Reinhard Selten galt deshalb in der Zeit des Dritten Reichs als Halbjude. Der Vater betrieb einen Lesezirkel, den er allerdings wegen seiner jüdischen Abstammung Mitte der 1930er Jahre aufgeben musste. Er starb 1942 nach einer schweren Krankheit. Mit 14 Jahren musste Selten das Gymnasium wegen seiner jüdischen Abstammung verlassen. Anfang 1945 flohen er und seine Familie vor der herannahenden Roten Armee aus Breslau. Über Sachsen und Österreich kamen sie schließlich nach Hessen. Dort besuchte er ab 1946 wieder eine höhere Schule und bestand 1951 sein Abitur am Geschwister-Scholl-Gymnasium in Melsungen mit Auszeichnung.
Selten studierte Mathematik an der Goethe-Universität in Frankfurt am Main und erwarb dort 1957 das Diplom. Anschließend war er bis 1967 wissenschaftlicher Mitarbeiter bei Heinz Sauermann. 1961 promovierte er, ebenfalls in Frankfurt, in Mathematik mit einer Arbeit über die Bewertung von n-Personenspielen zum Dr. phil.
Er war Gastprofessor in Berkeley und habilitierte sich danach in Frankfurt. Von 1969 bis 1972 lehrte er an der Freien Universität Berlin sowie von 1972 bis 1984 an der Universität Bielefeld. Am Zentrum für interdisziplinäre Forschung  (ZiF) leitete er 1987/88 die Forschungsgruppe „Game Theory in the Behavioral Sciences“. Von 1982 bis 2015 war Selten Mitglied im Beirat des ZiF. 1984 nahm er einen Ruf an die Rheinische Friedrich-Wilhelms-Universität Bonn an. Dort baute er das BonnEconLab, ein Laboratorium für experimentelle Wirtschaftsforschung auf, an dem er auch nach seiner Emeritierung aktiv tätig war.
Ab 2006 leitete er ein Akademieprojekt der Nordrhein-Westfälischen Akademie der Wissenschaften und der Künste mit dem Titel Rationalität im Lichte der experimentellen Wirtschaftsforschung.
1959 heiratete er Elisabeth Langreiner, die im Jahr 2014 verstarb. Das kinderlose Ehepaar wohnte in Königswinter-Ittenbach.

## Wirken
Selten entwickelte 1965 das Konzept des teilspielperfekten Gleichgewichts und 1975 das Konzept des trembling-hand-perfekten Gleichgewichts. 1994 wurde ihm für seinen Beitrag in der Spieltheorie der Alfred-Nobel-Gedächtnispreis für Wirtschaftswissenschaften verliehen, zusammen mit John Harsanyi und John Nash. Er wurde zudem durch seine Arbeiten im Bereich der eingeschränkten Rationalität bekannt (siehe beispielsweise die sogenannte Anspruchsanpassungstheorie von Sauermann und Selten und das Konzept des Imitationsgleichgewichts von Ostmann und Selten), und er zählte zu den Begründern der experimentellen Ökonomie. Zusammen mit Gerd Gigerenzer publizierte er das Buch Bounded rationality: The adaptive toolbox. Sein letztes Werk war Impulse Balance Theory and its Extension by an Additional Criterion.
Reinhard Selten war Mitglied der Econometric Society und der European Economic Association (EEA), deren langjähriger Präsident er war. Er war Ehrenmitglied der American Economic Association (AEA). 1990 wurde er Mitglied der Academia Europaea und 2012 Mitglied der Leopoldina. Zudem war er ordentliches Mitglied der Nordrhein-Westfälischen Akademie der Wissenschaften und der Künste, außerordentliches Mitglied der Berlin-Brandenburgischen Akademie der Wissenschaften und seit 1992 auswärtiges Ehrenmitglied der American Academy of Arts and Sciences und seit 1996 der National Academy of Sciences. Er war Gründungsmitglied der „Internationalen Akademie der Wissenschaften San Marino“. Selten sprach, ebenso wie seine Frau, seit seiner Jugend Esperanto und hat einige Werke in Esperanto verfasst und herausgegeben u. a. über die Anwendung der Spieltheorie auf das Problem der Wahl einer internationalen Sprache. Selten kandidierte bei der Europawahl 2009 als deutscher Spitzenkandidat für die Liste Europa – Demokratie – Esperanto (EDE).
Zu seinen Schülern gehören viele Ökonomen und Forscher wie Bernd Irlenbusch, Axel Ockenfels, Christian Rieck, Bettina Rockenbach, Abdolkarim Sadrieh, Benny Moldovanu und Rosemarie Nagel.

## Ehrungen und Auszeichnungen
- 1989: Ehrendoktorwürde in Ökonomie der Universität Bielefeld
- 1991: Ehrendoktorwürde in Ökonomie der Johann Wolfgang Goethe-Universität Frankfurt am Main
- 1994: Alfred-Nobel-Gedächtnispreis für Wirtschaftswissenschaften
- 1995: Großes Verdienstkreuz mit Stern und Schulterband
- 1996: Verdienstorden des Landes Nordrhein-Westfalen[9]
- 1996: Ehrendoktorwürde in Ökonomie der Universität Graz
- 1996: Ehrendoktorwürde in Ökonomie der Universität Breslau
- 1996: Ehrenprofessur der Jiaotong-Universität Shanghai
- 1997: Ehrendoktorwürde in Ökonomie der Norwich University, USA
- 1998: Ehrendoktorwürde der École normale supérieure de Cachan, Paris
- 2000: Ehrendoktorwürde der Universität Innsbruck
- 2000: Staatspreis des Landes Nordrhein-Westfalen
- 2003: Ehrendoktorwürde der Universität Hongkong (CHUK)
- 2005: Ehrenprofessur der Tongji-Universität Shanghai
- 2006: Pour le mérite für Wissenschaften und Künste
- 2006: Ehrendoktorwürde der Universität Osnabrück
- 2007: Ehrensenator der Rheinischen Friedrich-Wilhelms-Universität Bonn
- 2009: Ehrendoktorwürde der Georg-August-Universität Göttingen
- 2010: Ehrendoktorwürde in Ökonomie der Universität Białystok
- 2010: Ehrenprofessur der Nanjing Audit University[10]

Der Verein für Socialpolitik vergibt den nach ihm benannten Reinhard-Selten-Preis. Die Gesellschaft für experimentelle Wirtschaftsforschung vergibt das Reinhard-Selten-Stipendium an Nachwuchswissenschaftlerinnen und -wissenschaftler.
2019 wurde auf dem neuen Campus Poppelsdorf der Universität Bonn eine Straße nach Selten benannt.

## Publikationen

### Als Autor
- Bewertung von n-Personenspielen. Dissertation vom 24. Juli 1961, Universität Frankfurt, Naturwiss. Fakultät. Frankfurt, 1961.
- Preispolitik der Mehrproduktenunternehmung in der statischen Theorie. Habilitationsschrift. FU Berlin. Springer, Berlin [u. a.] 1970. (Ökonometrie und Unternehmensforschung, Band 16)
- Mit Otwin Becker: Experiences with the Management Game SINTO-Market. In: Heinz Sauermann (Hrsg.): Beiträge zur experimentellen Wirtschaftsforschung. Band 2. J.C.B. Mohr (Paul Siebeck), Tübingen 1970, S. 136–150.
- Mit Werner Güth: Macht Einigkeit stark? Spieltheoretische Analyse einer Verhandlungssituation. (= Working papers / Institute of Mathematical Economics. Nr. 58). Institut für Mathemat. Wirtschaftsforschung an der Univ. Bielefeld, Bielefeld 1977.
- Mit Thomas Marschak: General Equilibrium with Price-Making Firms (= Lecture Notes in Economics and Mathematical Systems. Band 91). Springer-Verlag, Berlin/Heidelberg/New York 1974, ISBN 978-3-540-06624-8.
- Einführung in die Theorie der Spiele mit unvollständiger Information. In: Erich W. Streissler (Hrsg.): Information in der Wirtschaft – Verhandlungen auf der Arbeitstagung des Vereins für Socialpolitik in Graz 1981 (= Schriften des Vereins für Socialpolitik. Band 126). Duncker & Humblot, Berlin 1982, ISBN 978-3-428-05194-6, S. 81–147.
- Mit Werner Güth: Original oder Fälschung - Gleichgewichtsauswahl in einem Verhandlungsspiel mit unvollständiger Information - (Zusammenfassung). In: Erich W. Streissler (Hrsg.): Information in der Wirtschaft – Verhandlungen auf der Arbeitstagung des Vereins für Socialpolitik in Graz 1981 (= Schriften des Vereins für Socialpolitik. Band 126). Duncker & Humblot, Berlin 1982, ISBN 978-3-428-05194-6, S. 153–154.
- Mit Werner Güth: Original oder Fälschung – Gleichgewichtsauswahl in einem Verhandlungsspiel mit unvollständiger Information. (= Working papers. Nr. 113). Institut für Mathemat. Wirtschaftsforschung an der Univ. Bielefeld, Bielefeld 1982.
- Mit Ulrike Leopold: Gleichgewichtsauswahl in einer Gehaltsverhandlungssituation mit unvollständiger Information. In: Erich W. Streissler (Hrsg.): Information in der Wirtschaft – Verhandlungen auf der Arbeitstagung des Vereins für Socialpolitik in Graz 1981 (= Schriften des Vereins für Socialpolitik. Band 126). Duncker & Humblot, Berlin 1982, ISBN 978-3-428-05194-6, S. 155–161.
- Die konzeptionellen Grundlagen der Spieltheorie einst und jetzt. In: Karl-Dieter Grüske (Hrsg.): John von Neumanns und Oskar Morgensterns „Theory of Games and Economic Behavior“ – Vademecum zu dem Klassiker der Spieltheorie. Wirtschaft und Finanzen, Düsseldorf 2001, ISBN 3-87881-161-6.
- Remarks about Karl Otwin Becker. In: Central European Journal of Operations Research and Economics. Band 10, Nr. 3, 2002, ISSN 1435-246X, S. 187–188.
- Mit Otwin Becker, Tanja Feit, Vera Hofer, Susanne Lind-Braucher, Jörg Schütze, Ulrike Leopold-Wildburger: The Management Game SINTO-Market — Report on Some Recent Experiments. In: Operations Research Proceedings 2002. 2003, S. 453–458.
- Mit Jonathan Pool: Enkonduko en la teorion de lingvaj ludoj : Ĉu mi lernu Esperanton? = Einführung in die Theorie sprachlicher Spiele  (= Grundlagenstudien aus Kybernetik und Geisteswissenschaft. Band 36, [Beih.]). Akad. Bücherdienst, Berlin 1995, ISBN 3-929853-03-5.
- Mit Helmar G. Frank: Für Zweisprachigkeit in Europa/Por dulingveco en Eŭropo. IFB Verlag, Paderborn 2005.
- Mit Otwin Becker, Tanja Feit, Vera Hofer, Jörg Schütze, Ulrike Leopold-Wildburger: Das Marketingspiel SINTO und seine Vorzüge als Unternehmensplanspiel. In: Sem|Radar: Zeitschrift für Systemdenken und Entscheidungsfindung im Management. Band 4, Nr. 1, 2005, S. 3–18.
- Mit Otwin Becker, Tanja Feit, Vera Hofer, Robin Pope, Ulrike Leopold-Wildburger: Männer schöpfen Märkte besser aus – Empirische Evidenz anhand des Unternehmensplanspiels SINTO-Markt. In: Perspektiven der Wirtschaftspolitik. Band 7, Nr. 4, 2006, S. 445–458, doi:10.1111/1468-2516.00221.
- Mit Otwin Becker, Tanja Feit, Vera Hofer, Ulrike Leopold-Wildburger: Educational effects in an experiment with the management game SINTO-Market. In: Central European Journal of Operations Research and Economics. Band 15, 2007, S. 301–308.
- Impulse Balance Theory and its Extension by an Additional Criterion. Books on Demand, Norderstedt 2015, ISBN 978-3-7347-8528-3.

### Als Herausgeber
- Mit Reinhard Tietz, Wulf Albers (Hrsg.): Bounded Rational Behavior in Experimental Games and Markets (= Lecture Notes in Economics and Mathematical Systems. Band 314). Springer, Berlin 1988, ISBN 978-3-540-50036-0, doi:10.1007/978-3-642-48356-10.
- The Costs of European Linguistic (Non) Communication. Übers. aus dem Italienischen durch Jonathan Chaloff. Verlag Roma Esperanto Radikala Asocio 1996.
- Mit Gerd Gigerenzer (Hrsg.): Bounded Rationality – The Adaptive Toolbox. MIT Press, Cambridge, MA 2001, ISBN 978-0-262-57164-7.